# Ocnogyna oberthuri
Ocnogyna oberthuri là một loài bướm đêm thuộc phân họ Arctiinae, họ Erebidae.